# Jägerbataillon 511
Das Jägerbataillon 511 war bis 1997 ein aktiver Verband der Jägertruppe in Flensburg-Weiche. Das Bataillon unterstand als nördlichster Infanterieverband der Bundeswehr der Heimatschutzbrigade 51 und als Territorialverband der 6. Panzergrenadierdivision. Aufgrund der Grenznähe, auch durch den angrenzenden Truppenübungsplatz Jägerslust, pflegte der Verband gute Kontakte zu den angrenzenden NATO-Streitkräften Dänemarks. Garnison war die Briesen-Kaserne.

## Geschichte
Der Verband wurde am 1. Juli 1956 aus übernommenen Angehörigen der 1. Abt der Grenzschutzgruppe 7 (BGS) in Hamburg aufgestellt. Im Juli 1957 wurde er als GrenBtl 61 in Buxtehude unter Oberstleutnant Gadow als erstem Kommandeur stationiert. Von dort wurde der Verband ein Jahr später in die kaum fertiggestellte Heereskaserne-West (ab 1964 Briesen-Kaserne) in Flensburg-Weiche verlegt und in GrenBtl 16 umbenannt. Sie musste jedoch bereits 1959 Platz für einen neuen Verband schaffen und in die Flensburger Grenzland-Kaserne ausquartiert, in der der Verband in PzGrenBtl 161(mot) umbenannt wurde. Der Verband wurde wie viele andere auch zur Hilfe bei der Flutkatastrophe im Februar 1962 eingesetzt.
Eine Mannschaft des Bataillons konnte 1969 das „Silberne Wikingerschiff“ des internationalen Infanteriewettbewerb NECIC gewinnen. Ein Jahr darauf wurde der Verband in Jägerbataillon 381 umbenannt und dem Heimatschutzkommando 13 unterstellt.
Am 5. Januar 1971 erhielten die Soldaten des Bataillons das grüne Barett vom Kommandeur des Heimatschutzkommandos. Die Übergabe der Truppenfahne erfolgte 1976. Bei der Schneekatastrophe 1978/1979 durchstand das Bataillon seinen härtesten Einsatz. Ministerpräsident Gerhard Stoltenberg verlieh der Einheit im Sommer 1979 das Fahnenband des Landes Schleswig-Holstein.
Der 10-jährige Jahrestag der Umbenennung wurde mit einem Feierlichen Gelöbnis auf dem Flensburger Südermarkt begangen. Ein Jahr später wurde das Bataillon im Zuge der Heeresstruktur IV zum Jägerbataillon 511 und der Heimatschutzbrigade 51 unterstellt. Am 23. Mai 1987 wurde das 30-jährige Bestehen in der Briesen-Kaserne gefeiert. Das Bataillon übernahm 1989 die Patenschaft über den Verein „Kameradschaft ehemaliger Jäger und Schützen“.
Kurz nach der Wiedervereinigung traten Unterstützungsteams des Bataillons ihren Dienst in den neuen Bundesländern an. 1992 nahm die 3. Kompanie an einer Übung mit den 1st Royal Anglians in Salisbury Plains teil. Als die Heimatschutzbrigade 51 aufgelöst wurde, wurde das Bataillon dem Verteidigungsbezirkskommando 11 in Schleswig unterstellt. Das Bataillon wurde 1996 aufgelöst.
1993 übernahm der Verband die Patenschaft über das Kunstprojekt „Gesunder Stadtteil Weiche“. Verteidigungsminister Volker Rühe gab im März 1995 die Auflösung des Bataillons Anfang 1997 bekannt. Dieser Umstand und die Auflösung der Kaserne wurde nochmals mit einem Tag der offenen Tür am 6. September 1996 begangen. Dort fand auch der Auflösungsappell statt. Die letzten Soldaten verließen die Kaserne am 31. März 1997. Das Gelände wurde danach in das Wohnviertel Gartenstadt transformiert.

## Kommandeure
- Oberstleutnant  v. Gadow (1957–1959)
- Oberstleutnant Dr. Franken (1959–1962)
- Oberstleutnant Starck (1962–1966)
- Oberstleutnant Deckert (1966–1968)
- Oberstleutnant Poller (1968–1974)
- Oberstleutnant Lorenzen (1974–1978)
- Oberstleutnant von Grawert-May (1978–1982)
- Oberstleutnant Schneider (1982–1984)
- Oberstleutnant Kittler (1984–1988)
- Oberstleutnant Hisgen (1988–1991)
- Oberstleutnant Hoffmeyer (1991–1993)
- Oberstleutnant Harich (1993–1996)
- Major Voigt (1996/97 mit der Führung beauftragt)

## Auszeichnungen
- 1969 – Infanteriewettbewerb NECIC (silber)
- 1977 – Infanteriewettbewerb NECIC (silber)
- 1994 – Infanteriewettbewerb NECIC (silber)